# Mady Andrien
Pour les articles homonymes, voir Andrien.
Mathilde dite Mady Andrien, née à Engis le 28 mars 1941, est une sculptrice et dessinatrice belge.

## Biographie
Mady Andrien, élève de Marceau Gillard, étudie le dessin et la sculpture à l'Académie Royale des Beaux-Arts de Liège. Elle y enseigne elle-même entre 1964 et 1994 avant d'en prendre la direction des cours du soir entre 1994 et 2000.   
Artiste figurative, elle travaille la terre cuite, le bronze, le polyester, le verre ainsi que les plaques d'acier. Dans la plupart de ses œuvres, elle traite l'optimisme dans la vie quotidienne en représentant la tendresse, l'amour, l'amitié, la joie et la détente.
Dès la fin de ses études en 1960, elle participe à de nombreuses expositions  collectives en Belgique mais aussi en France, Allemagne, Pays-Bas, Bulgarie, Grande-Bretagne et Italie. Sa première exposition personnelle a lieu à Anvers en 1967. Depuis lors, plus de quarante expositions lui ont été consacrées. 
À Liège, où Mady Andrien réside depuis 1948, plusieurs de ses œuvres monumentales embellissent la ville. Une des sculptures les plus connues des Liégeois est « La Piscine » située près de l'entrée de l'hôpital de la Citadelle. 
Ses œuvres de plus petites dimensions sont exposées en galerie ou dans plusieurs musées comme au Musée des beaux-arts de Liège ou au Grand Curtius.

## Ses sculptures

### Liège-Centre
- 1973 : « Le Saute-mouton » : place des Carmes
- 1976 : « La Piscine » : Centre hospitalier régional de la Citadelle
- 1979 : Haut-relief : cité administrative de l'État
- 1981 : « Les Danseurs » : galerie commerciale Opéra
- 1988 : « Au Balcon » : haut-relief Fnac, rue Joffre
- 1992 : « Les Principautaires » : place Saint-Barthélemy
- 1998 : « Le Rameur » : quai Mativa
- 2002 : « L'Ombre » : rue Louvrex
- 2006 : « Les Passants » : rond-point de la rue de Campine et de l'avenue Victor Hugo

Pour visualiser toutes ces sculptures, se rendre à l'arrêt de bus Victor Hugo des lignes TEC 23, 71 ou 72 où se situent  « Les Passants ». Ensuite se rendre successivement devant « La Piscine », « Les Principautaires », le haut-relief de la cité administrative,  « Au Balcon », « Les Danseurs », « Le Saute-mouton », « L'Ombre » et « Le Rameur ».

### Autres
- 1975 : « Le Nanti », au Musée d'art contemporain en plein air du Sart Tilman (Université de Liège)
- 2004 : « Les Coureurs » : aux deux ronds-points de l'échangeur autoroutier no 32 de l'E40 à Alleur
- 2005 : « Monument à Robert Gillon » à Wandre

## Distinctions et récompenses
- 1961 : Grand Prix de sculpture de la Ville de Liège
- 1975 : Prix Goebel-Fuerison
- 1977 : Prix spécial pour la décoration de l'hôpital de la Citadelle, Liège
- 1981 : Prix de la Société Royale des Beaux-Arts
- 1988 : Prix René Steen
- 1997 : Prix de consécration de la Province de Liège
- 2009 : Citoyenne d'honneur de Liège[2]
- 2015 : chevalier du Mérite wallon.

## Galerie

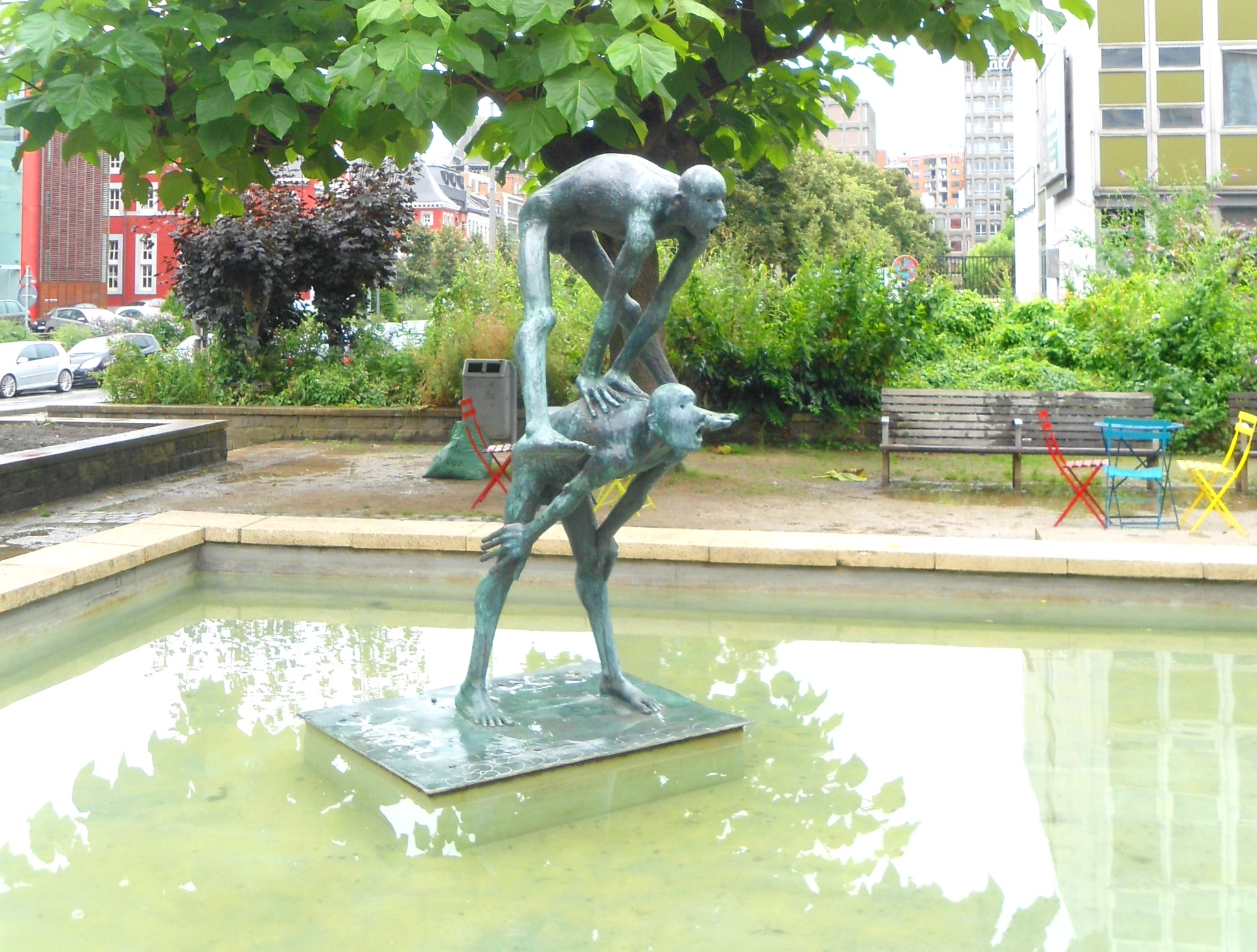
Le saute-mouton, place des Carmes, Liège
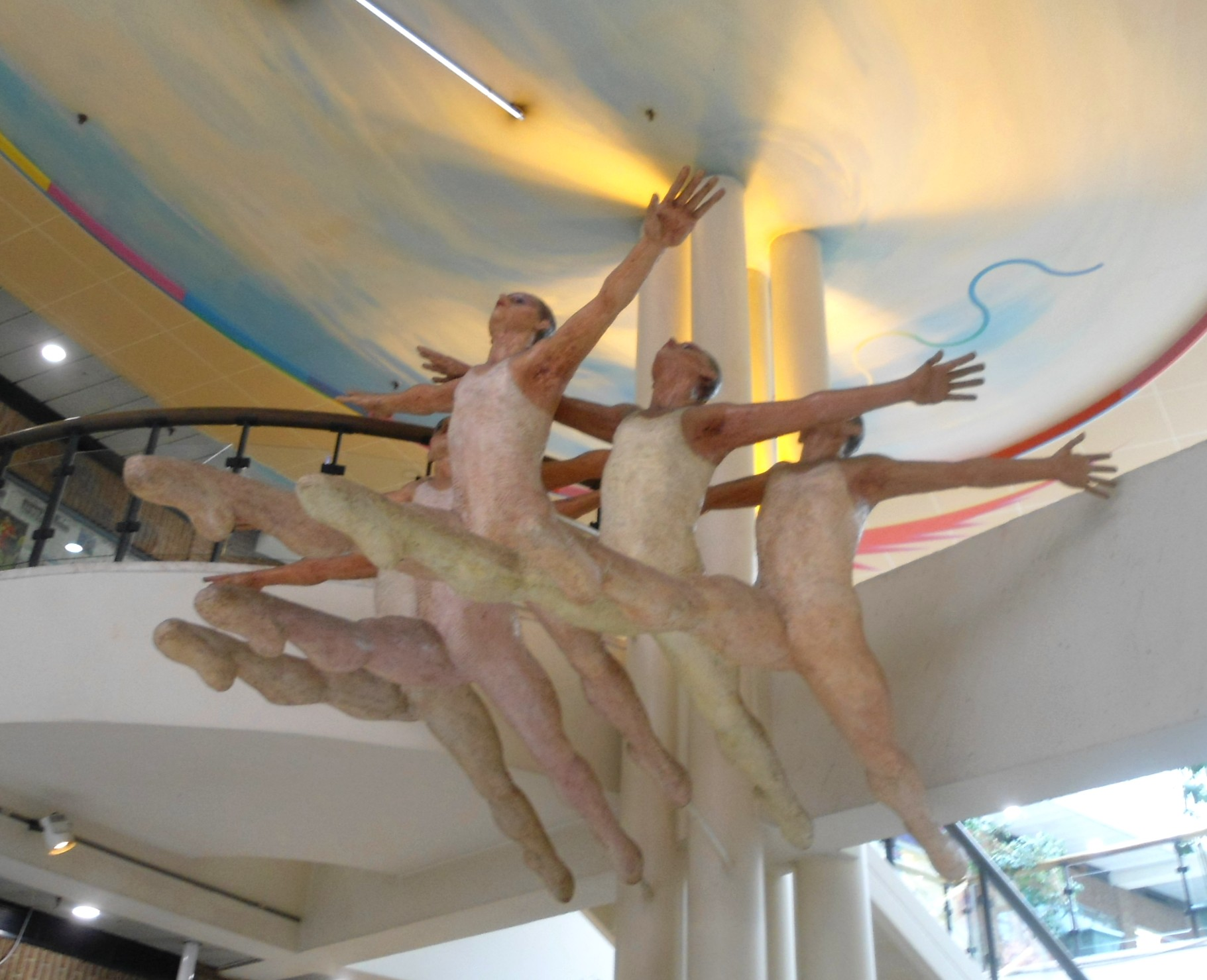
Les Danseurs, Galerie Opéra, Liège
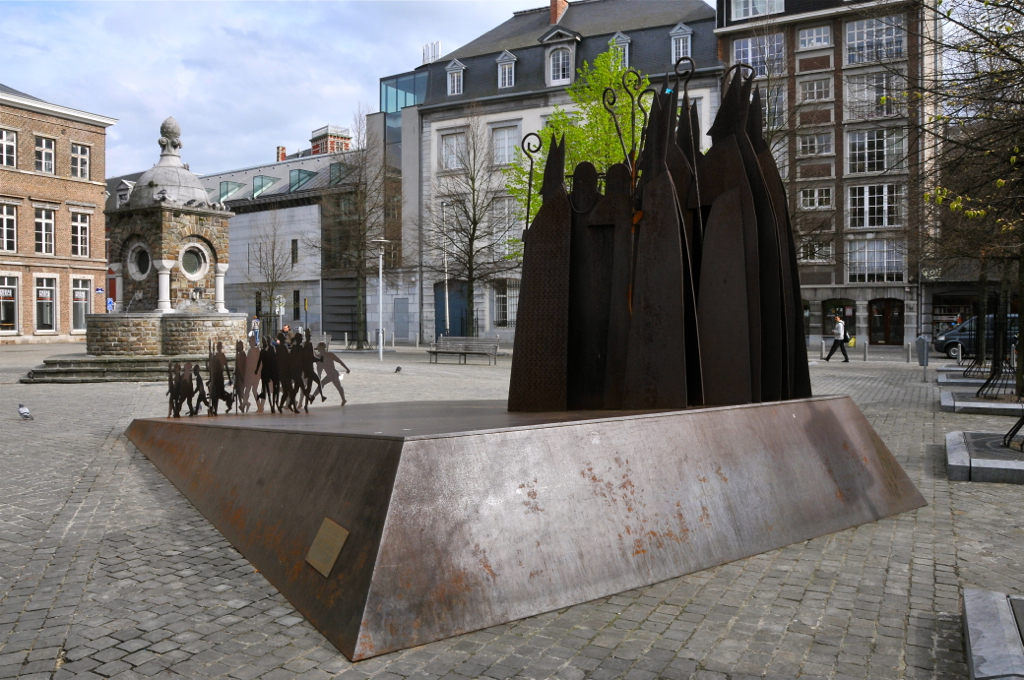
Les Principautaires, place Saint-Barthélemy, Liège
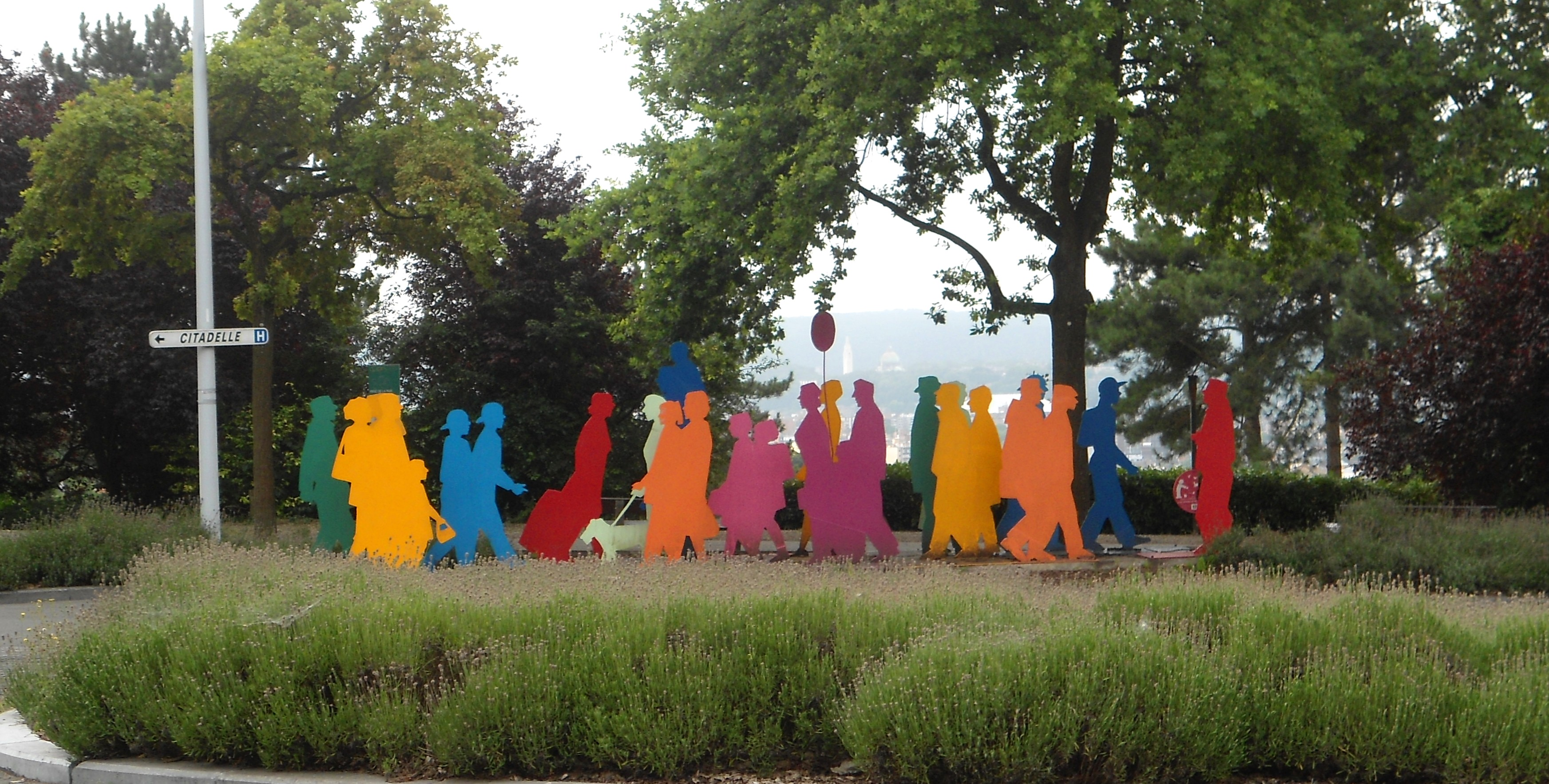
Les Passants, rue de Campine, Liège